# Бэнс, Дженна
Дженна Бэнс (англ. Jenna Bans) — американский телевизионный сценарист и продюсер, поднявшаяся на видное место благодаря сотрудничеству с Шондой Раймс.

## Биография
Бэнс начала свою карьеру в 2004 году, с работой в «Отчаянные домохозяйки», с тех пор оставаясь регулярным сценаристом ABC Studios на протяжении десятилетия. В 2007 году она присоединилась к команде Шонды Раймс, работая сценаристом и позднее соисполнительным продюсером «Анатомия страсти» и «Частная практика». Раймс также была продюсером недолго просуществовавшего сериала «Без координат», который создала Бэнкс. После его закрытия она присоединилась к другому сериалу Раймс, «Скандал». С тех пор она создала несколько пилотов для ABC. В 2015 году она выпускает сериал «Семья», также для ABC.